# PACRG
PACRG (англ. Parkin coregulated) – білок, який кодується однойменним геном, розташованим у людей на короткому плечі 6-ї хромосоми. Довжина поліпептидного ланцюга білка становить 296 амінокислот, а молекулярна маса — 33 342.
| 10         |  | 20         |  | 30         |  | 40         |  | 50         |
| ---------- |  | ---------- |  | ---------- |  | ---------- |  | ---------- |
| MVAEKETLSL |  | NKCPDKMPKR |  | TKLLAQQPLP |  | VHQPHSLVSE |  | GFTVKAMMKN |
| SVVRGPPAAG |  | AFKERPTKPT |  | AFRKFYERGD |  | FPIALEHDSK |  | GNKIAWKVEI |
| EKLDYHHYLP |  | LFFDGLCEMT |  | FPYEFFARQG |  | IHDMLEHGGN |  | KILPVLPQLI |
| IPIKNALNLR |  | NRQVICVTLK |  | VLQHLVVSAE |  | MVGKALVPYY |  | RQILPVLNIF |
| KNMNGSYSLP |  | RLECSGAIMA |  | RCNLDHLGSS |  | DPPTSASQVA |  | EIIVNSGDGI |
| DYSQQKRENI |  | GDLIQETLEA |  | FERYGGENAF |  | INIKYVVPTY |  | ESCLLN     |

A: Аланін

C: Цистеїн

D: Аспарагінова кислота

E: Глутамінова кислота

F: Фенілаланін

G: Гліцин

H: Гістидин

I: Ізолейцин

K: Лізин

L: Лейцин

M: Метіонін

N: Аспарагін

P: Пролін

Q: Глутамін

R: Аргінін

S: Серин

T: Треонін

V: Валін

W: Триптофан

Задіяний у такому біологічному процесі, як альтернативний сплайсинг. 